# مار درختی مقدس
 مار درختی مقدس (نام علمی: Zamenis longissimus) نام یک گونه از تیره قمچه‌ماران است.